# Psychotria vanoverberghii
Psychotria vanoverberghii är en måreväxtart som beskrevs av Elmer Drew Merrill. Psychotria vanoverberghii ingår i släktet Psychotria och familjen måreväxter. Inga underarter finns listade i Catalogue of Life.